# .33 Winchester

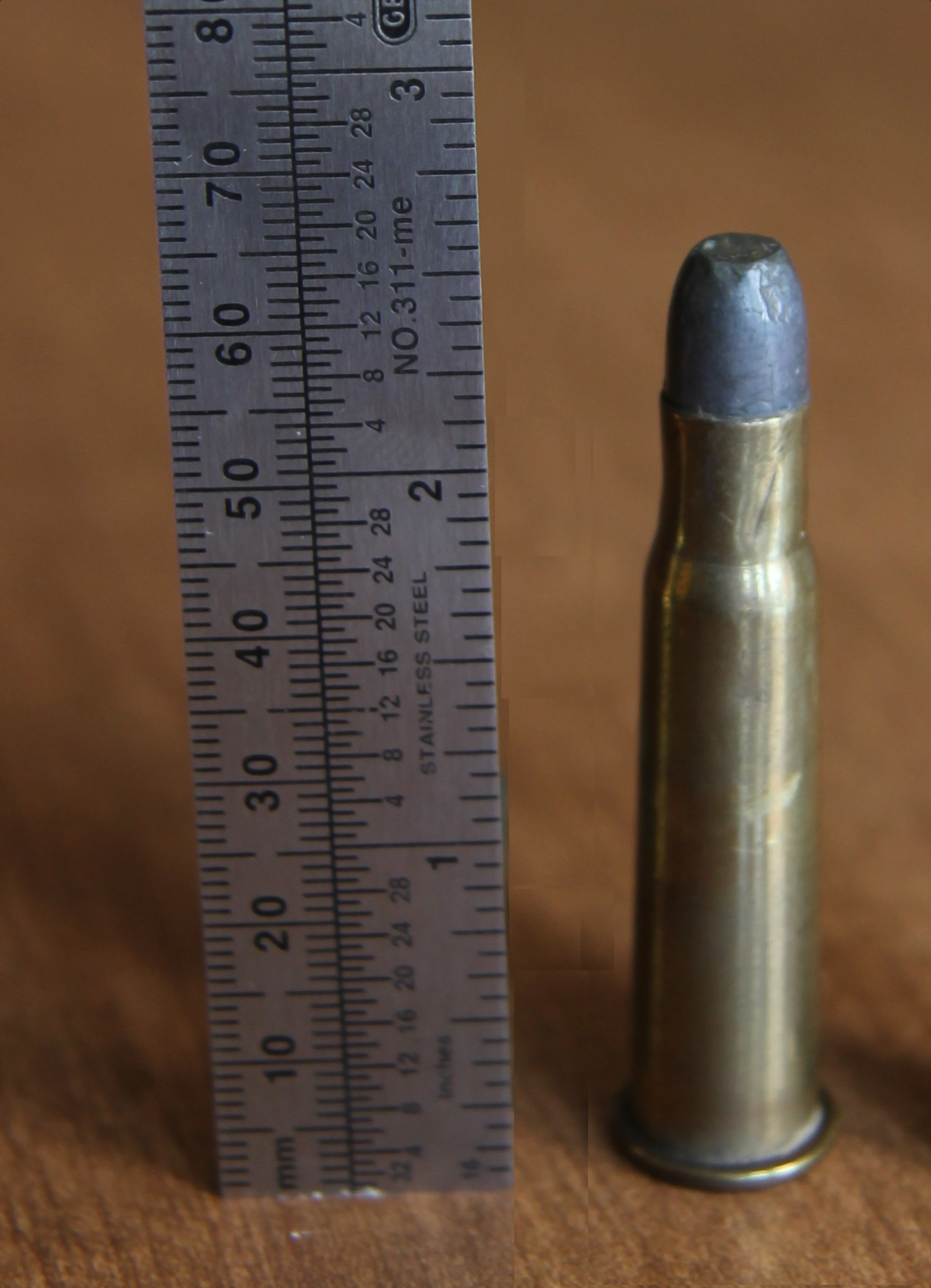
O cartucho .33 Winchester.

O .33 Winchester Center Fire (coloquialmente .33 WCF ou .33 Win) é um cartucho de fogo central para rifle, com aro em formato de "garrafa", produzido nos Estados Unidos a partir de 1902.

## Histórico
O .33 WCF foi introduzido pela Winchester para o rifle por ação de alavanca, Model 1886 em 1902, ele sobreviveu até que o "Model 1886" foi descontinuado em 1936. O .33 WCF também foi oferecido no Marlin Model 1895 e também no Model 1885 da própria Winchester.

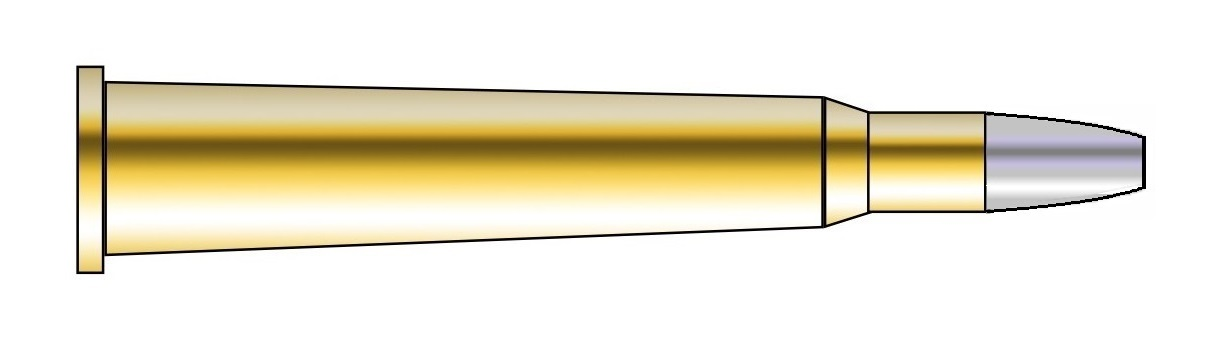
O cartucho .33 WCF.

## Utilização
O .33 WCF é um bom cartucho para caça de cervos, alces ou ursos negros em terreno arborizado a médio alcance, tem um desempenho balisticamente semelhante ao .35 Remington e pode ser melhorado com pólvoras modernas. O .33 WCF foi substituído pelo .348 Winchester mais poderoso e parou de ser oferecido comercialmente em 1940.

## Dimensões

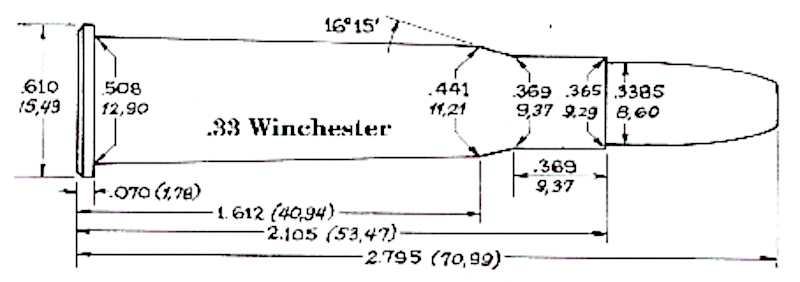

### Bibiografia
- Barnes, Frank C. (1972). Cartridges of the World (em inglês) 3.ª ed. [S.l.]: Digest Books. 378 páginas. ISBN 978-0-69580-326-1